# Styloniscus simrothi
Styloniscus simrothi là một loài chân đều trong họ Styloniscidae. Loài này được Verhoeff miêu tả khoa học năm 1939.